# Hrabstwo Madison (Nebraska)
Hrabstwo Madison (ang. Madison County) – hrabstwo w stanie Nebraska w Stanach Zjednoczonych. Obszar całkowity hrabstwa obejmuje powierzchnię 575,45 mil2 (1 490,42 km²). Według danych z 2010 r. hrabstwo miało 34 876 mieszkańców. Hrabstwo powstało w 1856 roku, a jego nazwa najprawdopodobniej pochodzi od imienia Jamesa Madisona - czwartego prezydenta Stanów Zjednoczonych, choć dość prawdopodobne jest, że nazwa tego hrabstwa pochodzi od miasta Madison, skąd pochodziła spora liczba osadników tego hrabstwa.

## Sąsiednie hrabstwa
- Hrabstwo Pierce (północ)
- Hrabstwo Wayne (północny wschód)
- Hrabstwo Stanton (wschód)
- Hrabstwo Platte (południe)
- Hrabstwo Boone (południowy zachód)
- Hrabstwo Antelope (północny zachód)

## Miasta
- Battle Creek
- Madison
- Newman Grove
- Norfolk

## Wioski
- Meadow Grove